# アイシテル〜海容〜
『アイシテル〜海容〜』（アイシテル かいよう）は、伊藤実による日本の漫画作品、およびこれを原作としたテレビドラマ作品。漫画版は『BE・LOVE』（講談社）にて2006年17号から2007年4号まで連載された。単行本は全2巻。2009年には稲森いずみ主演で日本テレビ系にて連続ドラマ化された。
また、連続ドラマ版終了後の2010年5月より同誌において続編『アイシテル〜絆〜』（アイシテル きずな）が連載開始され、同年に完結し、単行本化された。2011年には連続ドラマ版の好評と漫画版続編の完結を受け、同名の作品がスペシャルドラマとして放送した。

## ストーリー
都内に住む、主人公・小沢聖子は、愛する夫と二人の子供との幸せな生活を送る専業主婦。しかし、ある時、長男の清貴が何者かに殺害され、その生活は一変することになる。
やがて清貴を殺害した犯人が判明するが、それはなんと違う小学校に通う11歳の男児であった。

## 登場人物

### 被害者家族
小沢 聖子
ごく平凡な37歳の専業主婦。社交的な性格。
何不自由のない生活を送っていたが、友人とのランチにも気軽に付き合う社交性が災いして溺愛していた愛息・清貴が殺され、心を閉ざし自我を崩壊させていく。息子を守れなかった罪悪感と、息子の命を奪った裕一への激しい憎悪を抱く。美帆子をネグレクトにし、清貴を溺愛するばかり過保護でろくに躾をしていなかった様子。事件後、清貴にかまけて美帆子を孤独に陥れていたことを知り、どこにも「いいお母さん」はいないのだと悟る。やがて清と美帆子の支えで日常の生活をとりもどすが、裕一の苦しみと事件の背景を知り、加害者家族に会いたいと考えるようになる。
小沢 清（原作） / 小沢 秀昭（ドラマ版）
市役所に勤める45歳の公務員。家族思いな性格。
妻や2人の子供たちに献身的な愛を注いできた。清貴が殺され、野口家に激しい怒りを向けつつも落胆する妻・聖子や愛されていないと反発する娘・美帆子を励まし、家族に笑顔を取り戻すために地道に努力する。しかし、さつきからの謝罪の手紙に再び野口家に対する怒りが再燃し、「息子が暴行されていたことに気づかない親失格だから子供が殺人犯になる」と蔑む。しかし、鑑別所から戻って来た裕一と元通りに暮らすなんて許せないと叫ぶも野口家の人々が元通りに暮らせるはずがないと聖子に言われ、徐々に負の感情が鎮静化していく。
TVドラマ版ではその怒りがさらに深く描かれており、「個人情報」を理由に加害者のことを何一つ教えないどころか自分たち被害者を足蹴にする裁判所職員の侮蔑的な態度も重なって「あの家族を許さない」と憤慨するまでになる。
小沢 美帆子
清貴の姉。反抗期の真っ盛りである中学2年生。ヒステリックできつい性格。
母・聖子が弟・清貴ばかりを溺愛しているのが殺してやりたいほど憎く、また弟の無神経で非常識な言動にプライドがズタズタになるまで傷ついており、姉弟仲は悪く、いつもケンカばかりしていて「あんなやつ消えちゃえばいいのに」と暴言を吐いていたが、その言葉が清貴の死によって現実のものとなったことにショックを受ける。しかしながら、清貴を失い悲しみに暮れる両親と比べると態度はドライであり、家に押し寄せる報道陣に毅然とした態度を取り、「清貴は加害者少年の気に障ることを言ったのではないか」という考え方もしているが、それは的中していた。親の自身に対する愛を感じられず、不満と怒りをぶつけていたが、事件から6年後、写真家・植田純也にプロポーズされ、卒業後に結婚した。2人の仲を知った母に婚約祝いとして自身の育児日記を母にプレゼントされ、やっと両親の愛情を実感できて和解する。
TVドラマ版ではその誕生日の前日、友達らと訪れた喫茶店で偶然、富田との面談に来ていたさつきを目撃してしまうというシーンが追加され、笑顔で振る舞うさつきの姿に激しい敵意と殺意を燃やしていくようになる。
小沢 清貴
本作のキーパーソン。小学1年生（テレビドラマ版では小学2年生）。家族からは「キヨタン」という愛称で呼ばれていた。
天真爛漫で怖い者知らずでお行儀の悪い生意気な性格のマザコンだが、甘やかされて過保護に育てられたために他人の気持ちを全く考えないワガママで身勝手かつ無神経な言動がある。以前から両親の愛情を独占していたことが姉・美帆子のプライドがズタズタになるまで傷つけ、また無神経な発言によって裕一のプライドもズタズタになるまで傷つけていた。聖子が外出していた15分の間に自身の発言によって激怒した裕一によって殺害され、7年という短い生涯を閉じる。当初はトイレに困っていたのを裕一に助けられ仲良くキャッチボールをしていたが、お互いに子供ゆえに母親の悪口を許せずに口論となり、殺人事件の被害者になってしまい死亡した。

### 加害者家族
野口さつき
37歳。夫と私立附属小に通う愛息・裕一との3人暮らしの専業主婦。結婚を機に仕事を辞め、子育てに専念してきた。「子育ては常に自分が試されている」と感じており、子育てに楽しさを感じたことはなく、子育てを「してあげている」という意識を裕一に押しつけ、ことあるごとに冷酷に当たっていた。夫の協力を得られない家庭生活に疲れ、主婦同士で愚痴を言い合えるインターネット上のチャットに依存していたことも災いして裕一が心に負った深い傷に気づくことが出来ず、裕一が殺人事件を起こした時は酷く動揺し取り乱す。裕一の少年鑑別所の入所当初、自分達親に決して心を開かない裕一に不安を覚えていたが、その裕一が連れ去り犯に暴行されていたことを知ってショックを受け、楽しいチャットの時間の終わりになる裕一の帰宅を煩わしく思って暴行被害を受けて帰った日も冷たく切り捨てたことを深く後悔する。本当は優しい息子の姿と家裁調査官・富田の支えで裕一と真正面から向き合い、一緒に罪を償うことも改めて決意する。
TVドラマ版では息子の塾費用を稼ぐためにパートで働く兼業主婦。多少過保護ではあるものの息子を純粋に愛する教育ママとして描かれてはいるが、どこか裕一に気味の悪さを感じている一面も見せている。
野口義隆（原作） / 野口和彦（ドラマ版）
36歳。妻には「義隆君」と呼ばれる。エリート道まっしぐらの商社マン。ひどく冷めた性格で1人で過ごす自由な時間に固執しており、家事や育児はさつきに任せきりである。妻子が自身を大切にしてくれないから、せめて自分自身だけでも己を大切にしたいと主張した。息子の裕一にはほとんど興味がなく、裕一が自分に懐いていた幼い頃には煩わしささえ感じていた。裕一が殺人を犯したと知っても顔色一つ変えず、その行動の責任を全部妻に押しつけるが、裕一との面会で父親である自分自身が裕一の中に一切存在していないことに気づき、次第に動揺し始める。自責の念に苦しみマンションのベランダから投身自殺を図った妻を必死に助け、死ぬことは償いにならないと告げる。続編『アイシテル〜絆〜』では裕二が幼い頃に病死する。
TVドラマ版では原作に比べ人間らしい感情が強調されており、さつきの入院や会社のプロジェクトから外されたことに焦りや苛立ちを露わにしている。彩乃の助言でさつきに全てを押し付けたことを後悔し、少年鑑別所にいる息子に面会、久しぶりに親子の会話ができた。SPドラマでは数年後に病でこの世を去っている。
野口裕一（原作） / 野口智也（ドラマ版）
11歳。小学6年生だが、TVドラマ版では小学5年生。東京都内の附属小に通うが、常に冷淡、無口で端正な顔立ちの少年。他人はおろか両親にさえ心を開こうとはしない。そんな頃、あるきっかけで隣学区の小沢清貴を殺害。清貴の殺害事件前夜、トイレを我慢していた清貴を公園に案内した後自宅に誘い、キャッチボールをしたと富田に話す。2年前、母さつきの認識によればいつの間にか帰宅していた裕一が、服を着たままシャワーを浴びてランドセルも教科書もびしょ濡れになっていたことがあった。その時に母親が事情も聞かず頭ごなしに叱り飛ばして以来、両親に心を閉ざし始めるようになった。実は家裁調査官の息子・貫が母親に話していた「連れ去り犯」によりレイプされていた。
ドラマ版では寡黙で端正かつややクールな雰囲気の少年に描かれており、母親には複雑な感情を抱いており大切に思いつつも半年前に起きた事件が切っ掛けで心を閉ざしていた。そんな時、学校の帰りに外で親の帰りを待っている清貴に会いトイレに行きたがっていた彼を自身の自宅に案内して彼とキャッチボールをするも彼の無慈悲に放った心無い冷酷な言葉が自身の母を侮辱したことに激怒し石で彼を衝動的に殴打して殺害する。その後は逮捕されて服役することになるが、自身の事件が原因で両親を苦しめさらには、被害者の家族も苦しめていることを知り苦悩していく。自分は死刑囚になると覚悟を決めていたが、少年であるがゆえに1年の刑期で釈放された。保釈後は祖母や家族を苦しめた罪悪感から刑務所に戻りたがっていたが、自宅に戻りようやく母の愛をそこで知ることができた。後に父と母と共に自身が清貴を殺害した場所に赴き清貴を弔い、その後は、さつきが宿した第2子の兄となり生きているという実感を改めて知る。SPドラマでは回想シーンに登場しており病でこの世を去った父の遺体に涙ながらに詫びていた。
野口裕二（原作） / 野口直人（ドラマ版）
終盤、誕生した次男。続編『アイシテル〜絆〜』の主人公。兄・裕一に命の尊さと自身の犯した罪を自覚させる切っ掛けになったことを知らず、突如姿を消した兄を思い悲しんでいた。しかし、ネットで裕一の殺人を知った周囲からイジメ被害に遭い、高校時代の友人も色眼鏡で見て離れてしまい、家族は自身を騙していたと蔑み慕っていた兄を憎むようになる。さらには、自身の境遇を理解してくれた友人と信じた相手に殺人犯の弟であることを告げ口されて賞を取り消され、その友人とも破綻した。母さつきが真摯に接して兄の殺人とその背景を説明しても、綺麗に飾った作り話だと決めつけて母を見下すばかりだった。

### 富田家
富田葉子
裕一の事件を担当する家庭裁判所調査官。自身にも小学4年の息子がいるため、親身になって罪を犯した少年少女の心を開く。裕一と対話していくうちに、裕一の深い心の傷と事件の背景に気づき、力になろうとする。息子・貫から小学校低学年の男子ばかりが連れ去り未遂犯に車に連れ込まれかけたことを聞き、もしや裕一もと彼の心の闇に潜む事件を察する。
富田貫（原作） / 富田健太（ドラマ版）
小学4年生。葉子の一人息子。ゲームに夢中になって家事を手伝わなかったり、勝手に部屋に鍵を付けたりして喧嘩になることもあるが、母親との仲は良好である。続編ではフリーターの後青年海外協力隊で海外に滞在。

### 警察・司法関係者
佐伯正志
警視庁捜査一課巡査長。「小沢清貴ちゃん殺害事件」の容疑で野口家を訪問、事件の概要を聴く。パートナーは小泉。
小泉刑事
警視庁捜査一課所属。「小沢清貴ちゃん殺害事件」の容疑で野口家を訪問、事件の概要を聴く。パートナーは佐伯。
菊池刑事
警視庁捜査一課所属。「小沢清貴ちゃん殺害事件」の犯人が少年だと知り、驚く。
宮本
富田とともに裕一の事件を担当する家庭裁判所調査官。初老の男性。富田との面談中に突然取り乱した裕一を制止しようとするが、過剰に怯えられ突き飛ばされる。このことが、富田が裕一の心の傷を明らかにするきっかけとなった。
判事
家庭裁判所の少年の担当判事。

### その他の人物
植田純也（うえだ じゅんや）
写真家。両親、特に母親の愛を実感できずに苦しむ美帆子の心を癒し、弟・清貴の事件を聞いて我が事のように嘆き涙を流した。美帆子と結婚した。

### ドラマ版オリジナル
森田彩乃
さつきの妹。独身者で30歳のフリーターいい加減かつ享楽的な性格。
姉に金をせびりながらバイトや遊び暮らしの日々を送っていたが、根は姉想いであり、小沢清貴殺害事件後は落胆する姉さつきをサポートする。彼氏がいることが後に判明、プロポーズを受けている。
森田敏江
さつきの母。実家で書道教室を開いていたが、事件がきっかけに悪評を囁かれて生徒が減り、閉鎖を余儀なくされる。
正子
ホームレスの初老の女性。数年前に息子を亡くし、息子に似ていた智也に面影を重ねていた。
麻衣子
美帆子の同級生。妹がいる。
宏美
美帆子の同級生。
柏木エリ
フラワーショップの店員で、さつきとは信頼できる友人同士。バツイチ、子持ち。
柏木遥
エリの娘。将来は家業を継ごうと考えている。
高橋
裕一が通っていた小学校の教師。さつきに裕一のことを話す。

## 書誌情報
- 伊藤実『アイシテル〜海容〜』 講談社〈KCデラックス〉、全2巻
  1. 2007年3月6日発売、ISBN 978-4-06-372272-7
  2. 2007年3月6日発売、ISBN 978-4-06-372273-4
- 伊藤実『アイシテル〜絆〜』 講談社〈KCデラックス〉、全2巻
  1. 2010年12月13日発売、ISBN 978-4-06-375993-8
  2. 2010年12月13日発売、ISBN 978-4-06-376002-6

## テレビドラマ
2009年4月15日から6月17日まで毎週水曜日22:00 - 22:54に、日本テレビ系の「水曜ドラマ」枠で放送された（初回と最終回は15分拡大）。ハイビジョン制作。キャッチコピーは、「このドラマを全ての母に捧げる」。
東京ドラマアウォード2009作品賞グランプリと第47回ギャラクシー賞奨励賞を受賞。
その続編として、スペシャルドラマ『アイシテル〜絆〜』が、2011年9月21日の21:00 - 22:48に日本テレビ系で放送された。この冒頭で、小沢秀昭役を演じた佐野史郎がナビゲーター役として、連ドラを撮影していた当時の自身や主役の稲森の思いを語った。 

### キャスト

#### 連続ドラマ版
- 野口さつき - 稲森いずみ[注 1]
- 小沢聖子 - 板谷由夏[注 2]
- 野口和彦 - 山本太郎
- 小沢美帆子 - 川島海荷
- 野口智也 - 嘉数一星（現・嘉島陸）
- 小沢清貴 - 佐藤詩音
- 宏美 - 折山みゆ
- 麻衣子 - 志村玲那
- 富田健太 - 吉川史樹
- 柏木エリ - 猫背椿
- 柏木遥 - 野口真緒
- 小泉刑事 - 小松和重
- 佐伯正志 - 高山猛久
- 判事 - 伊藤正之
- 菊池刑事 - ダンカン
- 森田敏江 - 藤田弓子
- 高橋先生 - 金子貴俊
- 山田先生 - 菅原大吉
- 太田教頭 - 竹内晶子
- 宮本 - 山崎画大
- 正子 - 大空真弓
- 森田彩乃 - 田畑智子
- 小沢秀昭 - 佐野史郎
- 富田葉子 - 田中美佐子

#### スペシャルドラマ版
- 森田さつき - 稲森いずみ
- 森田直人 - 岡田将生（幼少期：林晃平）
- 須磨加奈 - 水川あさみ
- 森田智也 - 向井理（幼少期：嘉数一星）
- 野口和彦 - 山本太郎
- 小沢清貴 - 佐藤詩音（回想）
- 須磨哲人 - 伊東四朗（特別出演）
- 富田葉子 - 田中美佐子
- 森田の友人 - 窪田正孝
- 田口トモロヲ

### スタッフ
- 原作 - 伊藤実 『アイシテル〜海容〜』 前編・後編（連ドラ版）、『アイシテル〜絆〜』前編・後編（SP）
- 脚本 - 高橋麻紀、吉本昌弘（連ドラ版のみ）
- 音楽 - S.E.N.S.『Forgiving アイシテル〜海容〜 オリジナル・サウンドトラック』（BMG JAPAN）
- 演出 - 吉野洋、国本雅広、久保田充（以上、連ドラ版のみ）、星田良子（SPのみ）
- 主題歌 - MONKEY MAJIK「アイシテル」（binyl records）
- 挿入歌（連ドラ版のみ） - 新垣結衣「うつし絵」（ワーナーミュージック・ジャパン）
- 協力 - NiTRo、日テレアート
- 法律監修 - 石井誠一郎
- 制作協力 - ケイファクトリー
- シニアチーフクリエイター - 櫨山裕子（SPのみ）
- プロデューサー - 次屋尚、千葉行利、宮川晶（SPのみ）
- 製作・著作 - 日本テレビ

### 放送日程
連続ドラマ
| 話数                                                        | 放送日        | サブタイトル                   | 脚本              | 演出     | 視聴率 |
| ----------------------------------------------------------- | ------------- | ------------------------------ | ----------------- | -------- | ------ |
| 第1話                                                       | 2009年4月15日 | すべての母親へ捧ぐ家族愛の物語 | 高橋麻紀          | 吉野洋   | 13.2%  |
| 第2話                                                       | 2009年4月22日 | 禁断の葬儀                     | 高橋麻紀          | 国本雅広 | 13.7%  |
| 第3話                                                       | 2009年4月29日 | 告白…少年の殺意                | 吉本昌弘          | 吉野洋   | 14.2%  |
| 第4話                                                       | 2009年5月06日 | 被害者家族への手紙             | 高橋麻紀          | 国本雅広 | 13.0%  |
| 第5話                                                       | 2009年5月13日 | 意外な真相…息子の秘密          | 吉本昌弘          | 久保田充 | 14.8%  |
| 第6話                                                       | 2009年5月20日 | 生きてこその償い               | 吉本昌弘          | 吉野洋   | 13.9%  |
| 第7話                                                       | 2009年5月27日 | 僕は死刑になるの?              | 高橋麻紀          | 久保田充 | 14.0%  |
| 第8話                                                       | 2009年6月03日 | 審判の日、全ての真相           | 吉本昌弘          | 吉野洋   | 15.6%  |
| 第9話                                                       | 2009年6月10日 | 母と母、衝撃の対面             | 吉本昌弘          | 国本雅広 | 16.6%  |
| 最終話                                                      | 2009年6月17日 | 2つの家族…それぞれの結末       | 吉本昌弘 高橋麻紀 | 吉野洋   | 18.6%  |
| 平均視聴率 14.76%（視聴率は関東地区・ビデオリサーチ社調べ） |               |                                |                   |          |        |

- 視聴率は『キイナ〜不可能犯罪捜査官〜』に続いて全放送回で2桁を達成した。
- 初回、最終回は15分拡大で放送された。

スペシャル
| 放送日        | サブタイトル | 脚本     | 演出     | 視聴率 |
| ------------- | --- | -------- | -------- | ------ |
| 2011年9月21日 | あの衝撃作の続編、加害者家族のその後を描く。 生きていくことの意味、家族の愛と絆とは…命の重さをテーマに涙と感動を再び | 高橋麻紀 | 星田良子 | 13.3%  |

| 日本テレビ系 水曜ドラマ                                | 日本テレビ系 水曜ドラマ                        | 日本テレビ系 水曜ドラマ                  |
| 前番組                                                 | 番組名                                         | 次番組                                   |
| ------------------------------------------------------ | ---------------------------------------------- | ---------------------------------------- |
| キイナ〜不可能犯罪捜査官〜 （2009年1月21日 - 3月18日） | アイシテル〜海容〜 （2009年4月15日 - 6月17日） | 赤鼻のセンセイ （2009年7月8日 - 9月9日） |

## 備考
- タイトルの「海容」は、「他人の過ちや罪を広い海のような心を持って許す」という意味の熟語である。
- 智也役・嘉数一星、清貴役・佐藤詩音はオーディションの中から、それぞれ選ばれた。
- 同ドラマでは、以前この枠に出演した人物が多い（板谷由夏「ハケンの品格」「ホタルノヒカリ」・山本太郎「神はサイコロを振らない」・佐野史郎「正義の味方」・田中美佐子「14才の母」など）。
- 劇中の音楽を担当したS.E.N.S.の所属レコード会社の関係で、サウンドトラックはBMG JAPANからの発売となった。日本テレビのドラマのサウンドトラックがバップ以外のレコード会社から発売されたのは、水曜ドラマ枠では『おとなの夏休み』以来となる。
- 琉球放送では放送から1年経って、ドラマアゲイン枠で放送された。